# Agonis flexuosa
Agonis flexuosa là một loài thực vật có hoa trong Họ Đào kim nương. Loài này được (Muhl. ex Willd.) Sweet mô tả khoa học đầu tiên năm 1830.

## Hình ảnh

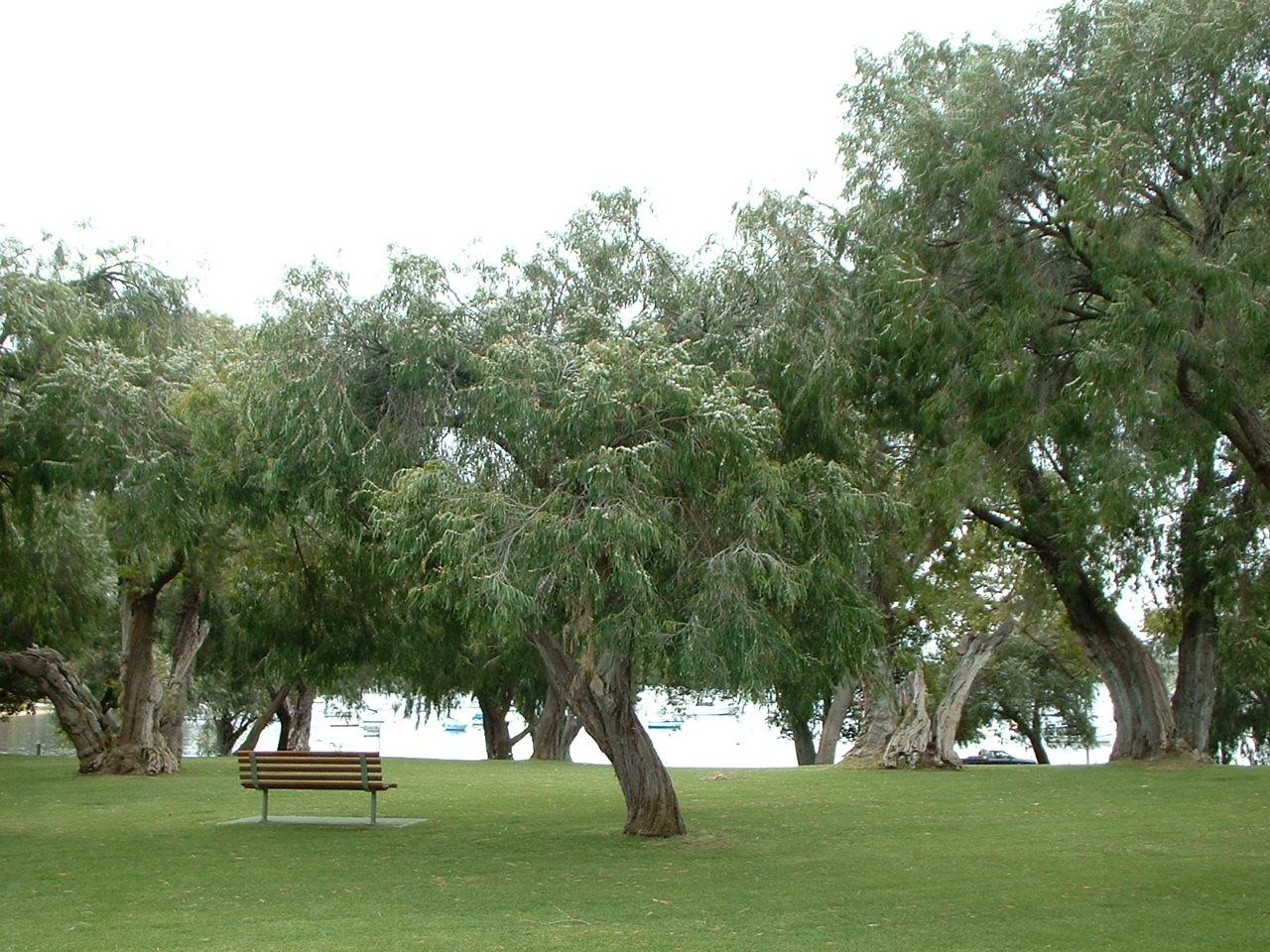
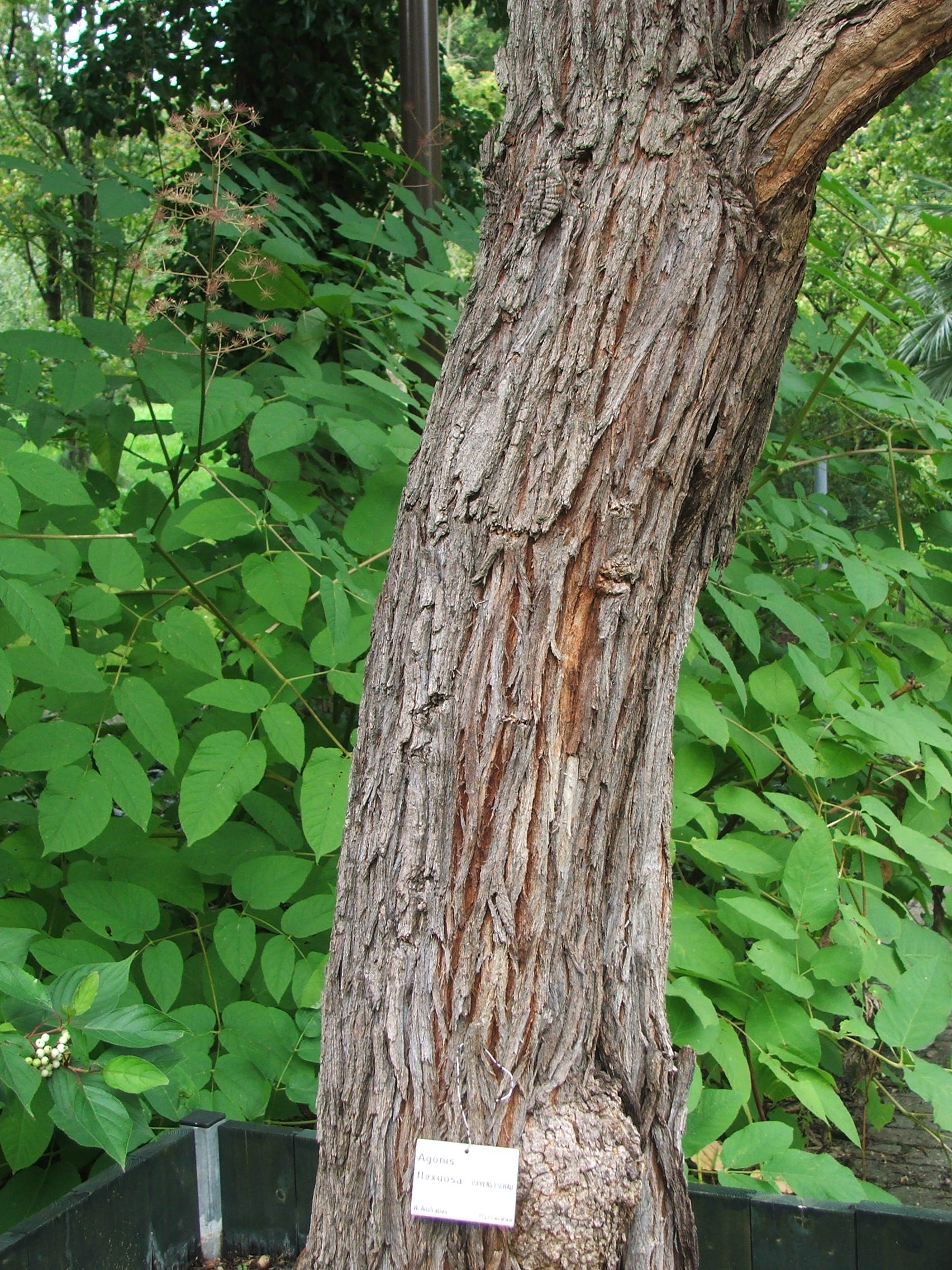
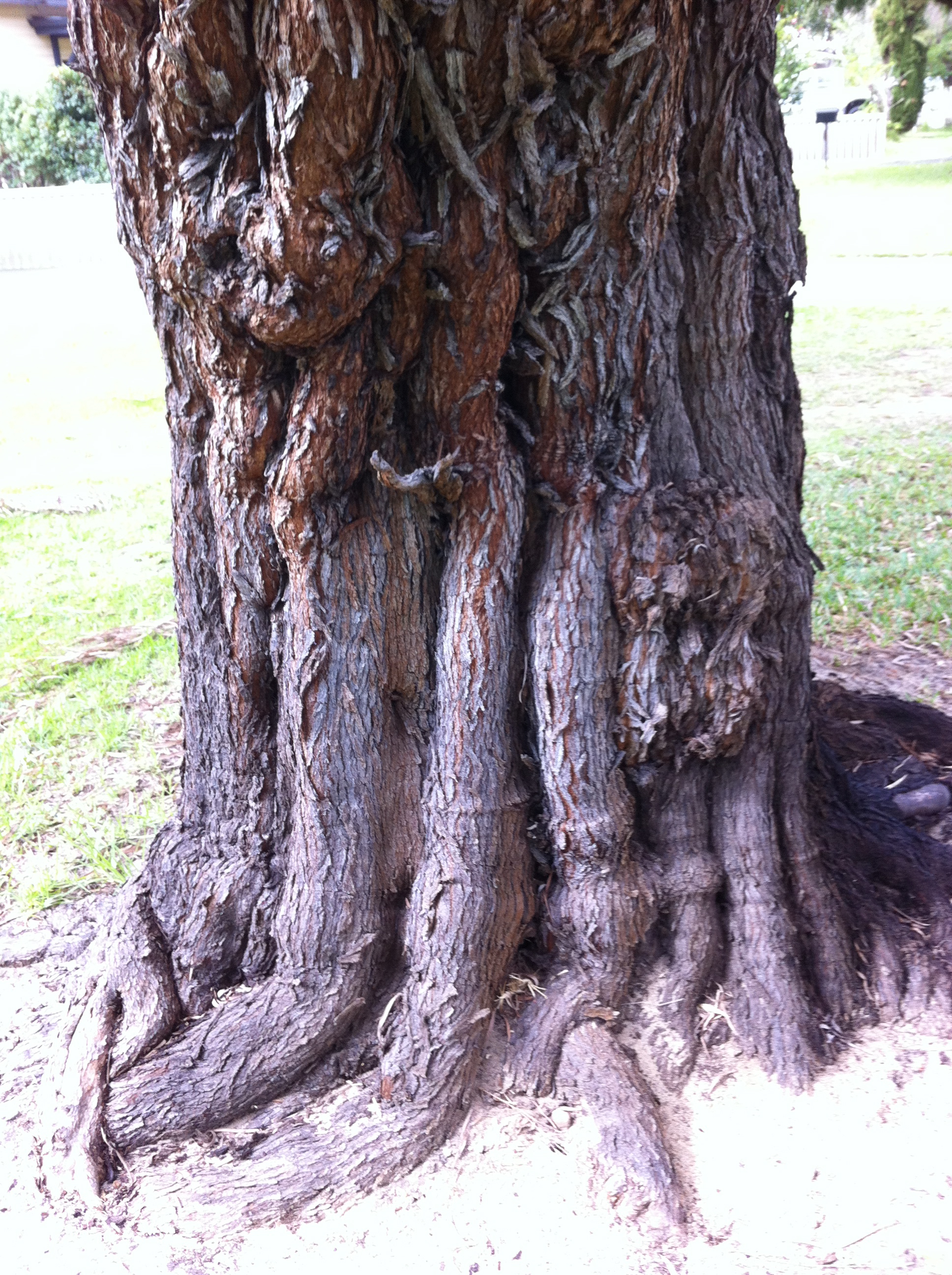
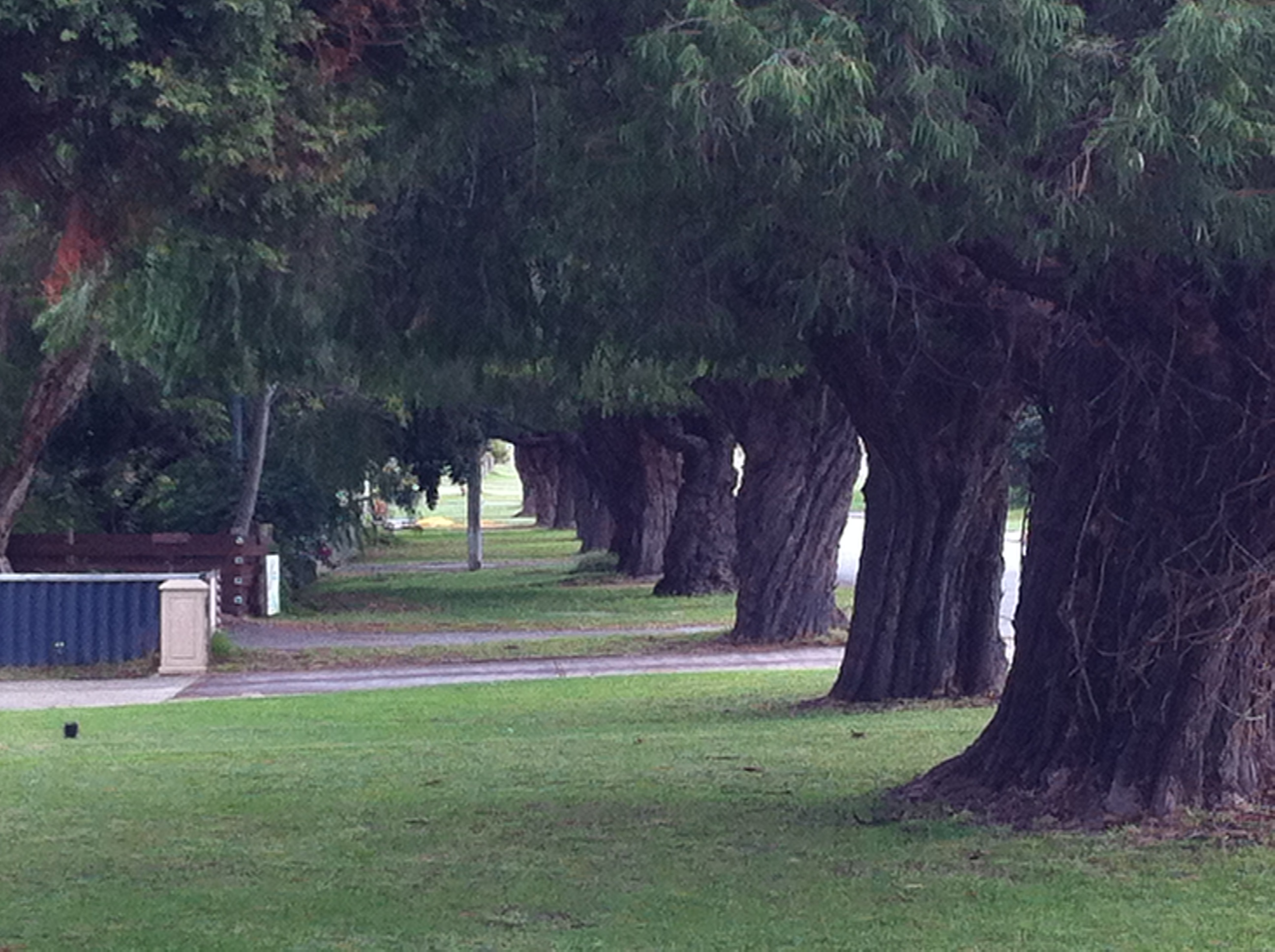